# Разделна (област Варна)
 За другото българско село вижте Разделна (Област Стара Загора).  
Разделна е село в Североизточна България. То се намира в община Белослав, област Варна. Старото му име е Ново Йовково. Името се свързва с факта, че оттам започвало разклонението за добруджанската железопътна линия до Оборище.

## География
От Варна до Разделна се стига по пътя през Белослав. Разстоянието е 28 километра. Освен с автобус може да се пътува и с пътническите влакове за Шумен и Карнобат.

## История
През 1926 г. заселници от Южна Добруджа основали сред мочурищата на Провадийска река село Разделна. Най-младото във Варненска област, а може би и в България, то се намира в община Белослав.

## Население
Численост на населението според преброяванията през годините:
| \| Година на преброяване \| Численост \| \| --------------------- \| --------- \| \| 1934 \| 248 \| \| 1946 \| 323 \| \| 1956 \| 593 \| \| 1965 \| 866 \| \| 1975 \| 1261 \| \| 1985 \| 566 \| \| 1992 \| 545 \| \| 2001 \| 518 \| \| 2011 \| 516 \| \| 2021 \| 431 \| |           |
| Година на преброяване | Численост |
| 1934 | 248       |
| 1946 | 323       |
| 1956 | 593       |
| 1965 | 866       |
| 1975 | 1261      |
| 1985 | 566       |
| 1992 | 545       |
| 2001 | 518       |
| 2011 | 516       |
| 2021 | 431       |

### Етнически състав

#### Преброяване на населението през 2011 г.
Численост и дял на етническите групи според преброяването на населението през 2011 г.:
|                     | Численост | Дял (в %) |
| Общо                | 516       | 100.00    |
| Българи             | 461       | 89.34     |
| Турци               | 4         | 0.77      |
| Цигани              | ?         | ?         |
| Други               | ?         | ?         |
| Не се самоопределят | ?         | ?         |
| Неотговорили        | 33        | 6.39      |

## Културни и природни забележителности
От селото започват няколко туристически маршрута. В Разделна се намират интересни забележителности, сред които:
Крепост „Петрич кале“ - ранновизантийска и средновековна българска крепост. Средновековният град Петрич е бил много добре укрепен. Крепостта е превзета от кръстоносците през 1444 година.
Защитена природна местност „Петрича“ - включва красиви скали и скални сипеи. Районът е местообитание на защитени в Червената книга на България дневни и нощни грабливи птици: обикновен мишелов, египетски лешояд, скален орел, орел змияр, черношипа ветрушка. До местността има изграден асфалтов път. В рамките на местността се намира и крепостта „Петрич кале“.
Неолитно укрепено селище „Бобата“ - останките се намират на около 2,5 км от селото. Селището е датирано около 4600-4400 година преди Христа, когато е разцветът на неолитната култура в района на днешна Варна.
Народно читалище „Добруджа“ - създадено е през 1929 година. Днес разполага с над 4500 тома литература. Към читалището действат детска вокална група „Петрича“ и женска вокална формация „Добруджанка“.
Църква „Свети Николай Мирликийски Чудотворец-летни“ - храмът е посветен на летния празник на Николай Мирликийски - пренасянето на неговите мощи, което се отбелязва на 9-ти май. Църквата е нова, осветена е през 2002 година от блаженопочиналия Варненски и Великопреславски митрополит Кирил.
Река Провадийска - реката разделя селото на две части.